# Leucania punctina
Leucania punctina là một loài bướm đêm trong họ Noctuidae.